# Лозбенко, Леонид Аркадьевич
Леонид Аркадьевич Лозбенко (род. 25 января 1948, Сызрань, Куйбышевская область, РСФСР, СССР) — советский и российский деятель таможенной службы. Первый заместитель председателя Государственного таможенного комитета Российской Федерации с 25 июля 2002 по 9 сентября 2004. Заместитель руководителя Федеральной таможенной службы Российской Федерации с 10 сентября 2004 по 12 мая 2006. Генерал-полковник таможенной службы (2005). Кандидат экономических наук, доктор социологических наук, профессор. Академик Международной академии информатизации (1999). 

## Биография
Родился 25 января 1948 в городе Сызрани Куйбышевской (ныне Самарской) области, в семье военнослужащего Аркадия Семёновича Лобзенко (1920—1997) и медицинского работника Александры Алексеевны Лобзенко (род. 1922). В 1955 семья переехала в город Горловку Сталинской области Украинской ССР (ныне Донецкая область Украины).
В 1969 окончил с отличием Горловский индустриальный техникум по специальности «горная электромеханика». Срочную службу проходил в ракетных войсках стратегического назначения в Гвардейске (Калининградская область).
После окончании службы, отработав год на производстве, по рекомендации Донецкого обкома КПСС поступил в МГИМО на факультет международных экономических отношений, который окончил с красным дипломом в 1975. Во время учёбы был заместителем секретаря комитета комсомола. По окончании учёбы по линии Министерства геологии СССР был направлен переводчиком в Иран — в составе геологической партии, искавшей железную руду в иранской пустыне Деште-Кевир. В Иране проработал до начала революции 1978 года — занимался специалистами, прибывавшими из СССР по линии министерства геологии. С началом революции организовывал эвакуацию советских специалистов на родину. По возвращении в СССР переведён на комсомольскую работу. 
С 1978 по 1980 — старший референт Комитета молодёжных организаций Украинской ССР, в сферу ответственности входила работа с иностранными студентами. 
С 1980 по 1986 — в ЦК ВЛКСМ — референт, заместитель заведующего международным отделом, отвечал за партнёрские связи с социалистическими странами.
С 1986 по 1991 — в таможенных органах СССР, возглавлял международный отдел. Приход в таможню совпал по времени с Перестройкой, когда таможня была выделена из Министерства внешней торговли СССР в самостоятельное ведомство — Главное управление государственного таможенного контроля (ГУГТК), подчинявшееся непосредственно Совету министров СССР.
В 1991 — первый заместитель председателя ГУГТК при Совете министров СССР. В годы Перестройки таможня претерпела кардинальные изменения: зарождение рыночной экономики перенесло акцент с контроля пассажиров на контроль грузов; до 1991 года были приняты таможенный кодекс и закон о таможенном тарифе; создавалась функционирующая структура таможни на территории СССР.
С 1991 по 1996 — директор департамента людских ресурсов и планирования Всемирной таможенной организации (ВТамО). 
С 1996 по 2001 — заместитель Генерального секретаря ВТамО, участвовал в разработке «Концепции модернизации таможенных служб в современном мире». После ухода из ВТамО остался советником Генерального секретаря и президентом Группы высшего уровня по модернизации мировых таможенных служб.
С января по декабрь 2002 — начальник Российской таможенной академии.  
С 25 июля 2002 по 9 сентября 2004 — первый заместитель председателя Государственного таможенного комитета Российской Федерации.
С 10 сентября 2004 по 12 мая 2006 — заместитель руководителя Федеральной таможенной службы Российской Федерации.
Указом Президента Российской Федерации в 2005 присвоено специальное звание «генерал-полковник таможенной службы». 
После отставки занялся преподавательской деятельностью. Ныне — научный руководитель факультета таможенного дела Института права и национальной безопасности Российской академии народного хозяйства
и государственной службы при Президенте Российской Федерации.
С апреля 2016 — председатель Общественного совета при Федеральной таможенной службе Российской Федерации.

## Семья
Отец — Аркадий Семёнович Лозбенко (1920—1997), военнослужащий. Мать — Александра Алексеевна Лозбенко (род. 1922), медицинский работник.
Супруга — Виктория Николаевна Лозбенко (род. 1948). Дочь — Юлия Палеева (Лозбенко) (род. 1972). Сын — Леонид (род. 1982). Внучка — Полина (род. 1999).

## Награды
- Ведомственные награды
- Орден «Знак Почёта»

## Увлечения
Владеет английским и немецким языками. Значительную часть свободного времени уделяет чтению, отдавая предпочтение детективному жанру, любит путешествовать по России.